# Distretti della Repubblica del Congo

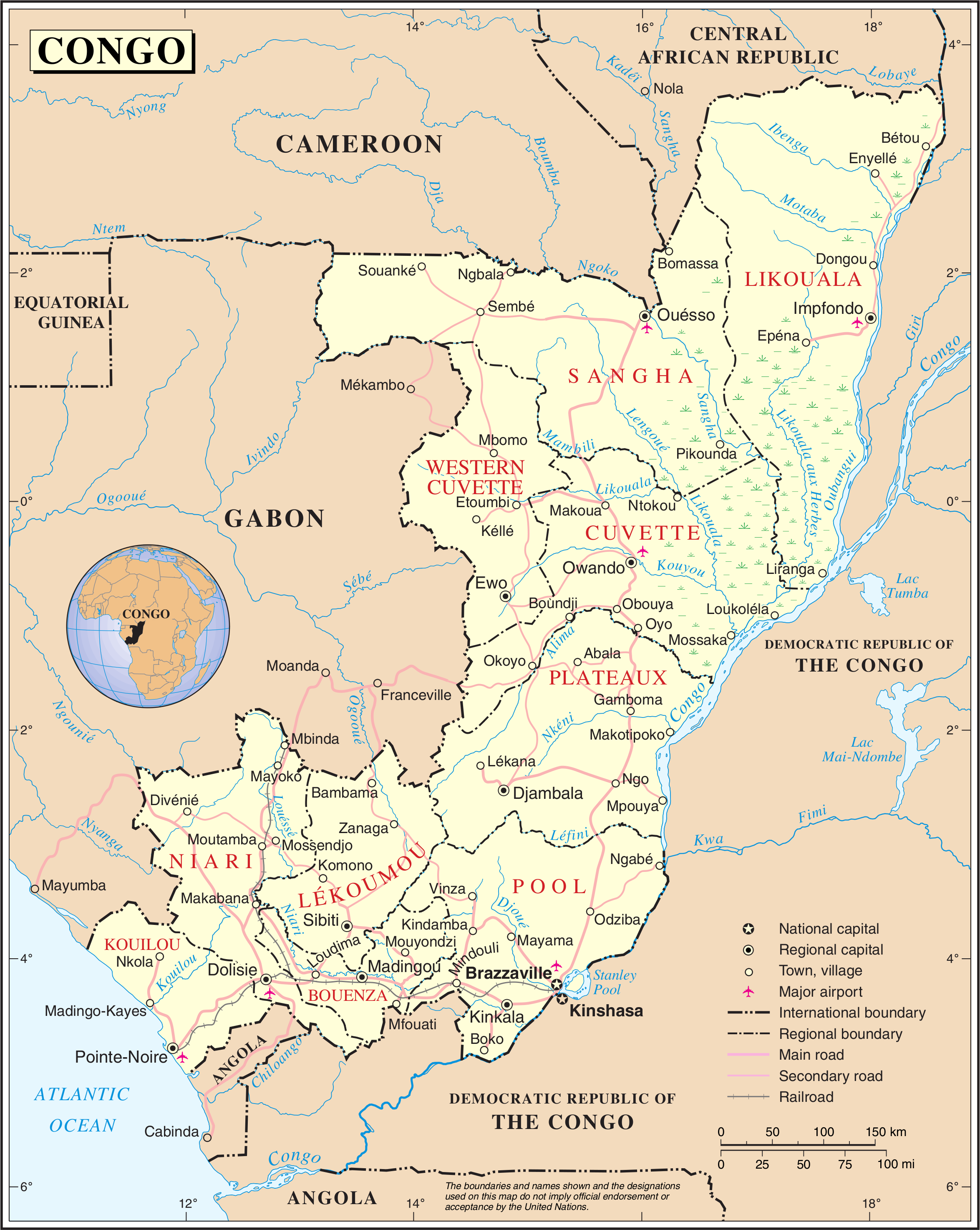
Mappa della Repubblica del Congo

I distretti della Repubblica del Congo sono la suddivisione territoriale di secondo livello del Paese, dopo i dipartimenti, e sono pari a 87. In genere sono costituiti dal centro abitato omonimo, sede dell'amministrazione, e dall'area rurale circostante. Si tratta del livello amministrativo più basso, con la sola eccezione dei 4 centri abitati con autonomia di comune, che fanno parte del rispettivo distretto, e delle due città principali, che sono equiparate a dipartimenti.

## Lista

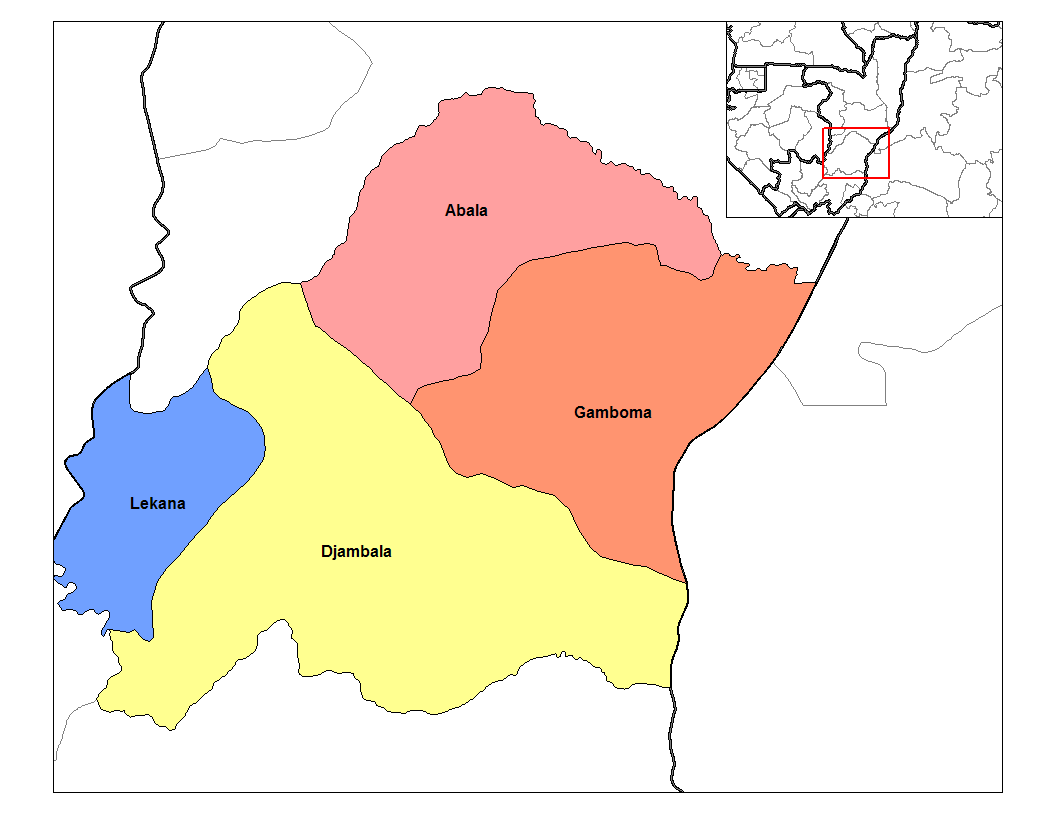
Distretti del dipartimento degli Altopiani

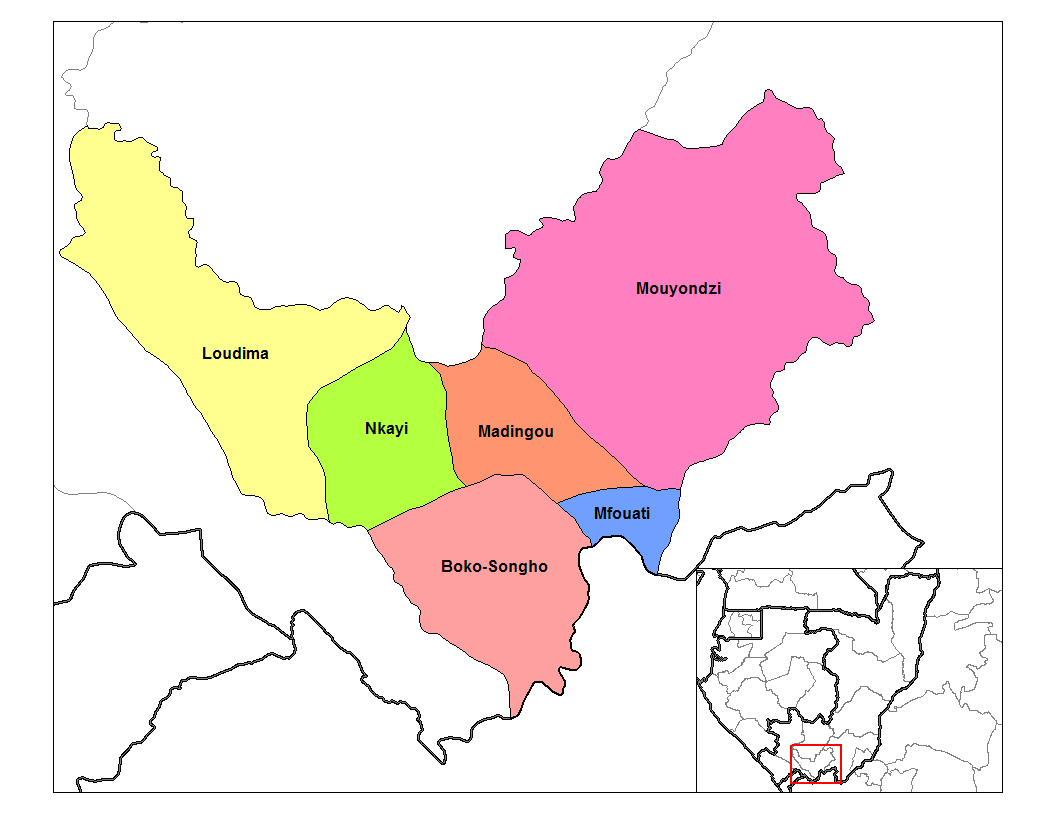
Distretti del dipartimento di Bouenza

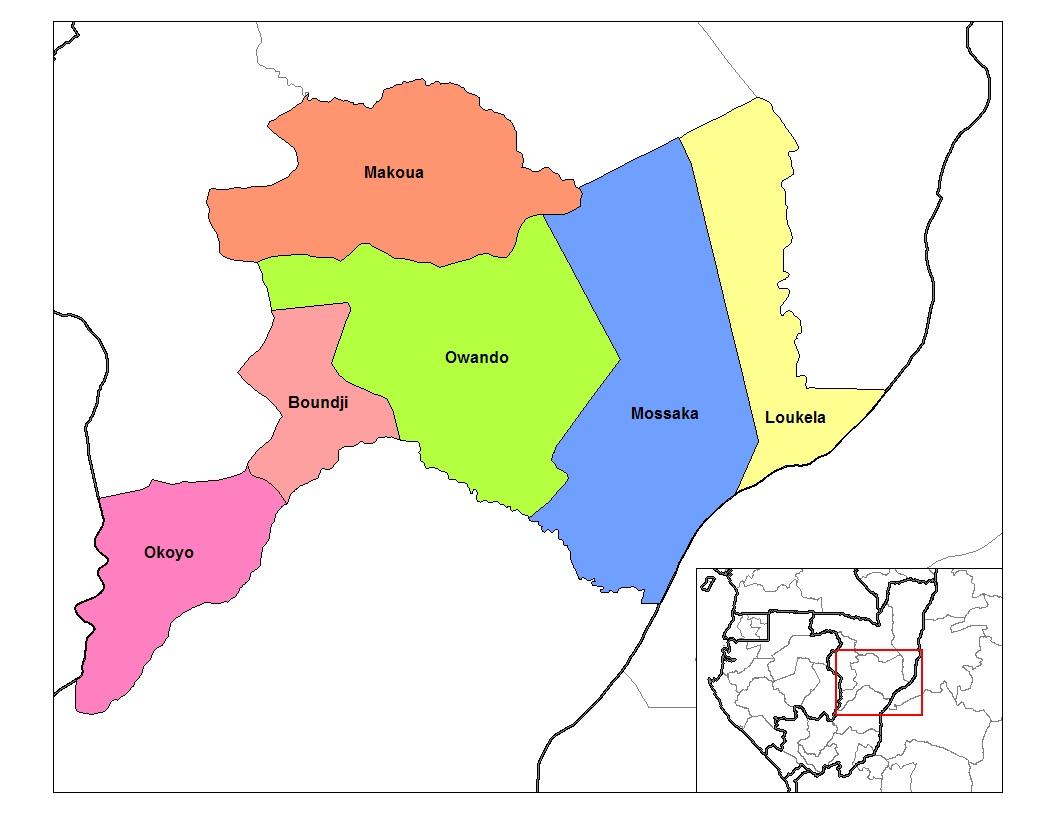
Distretti del dipartimento di Cuvette

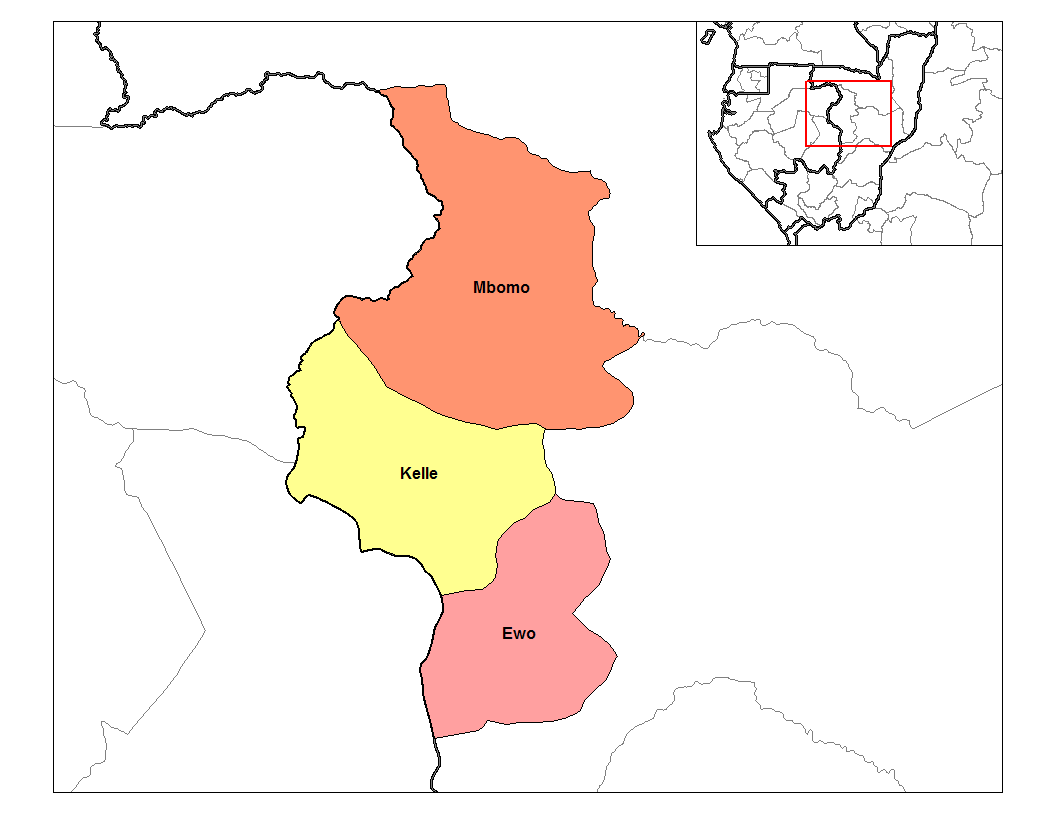
Distretti del dipartimento di Cuvette-Ovest

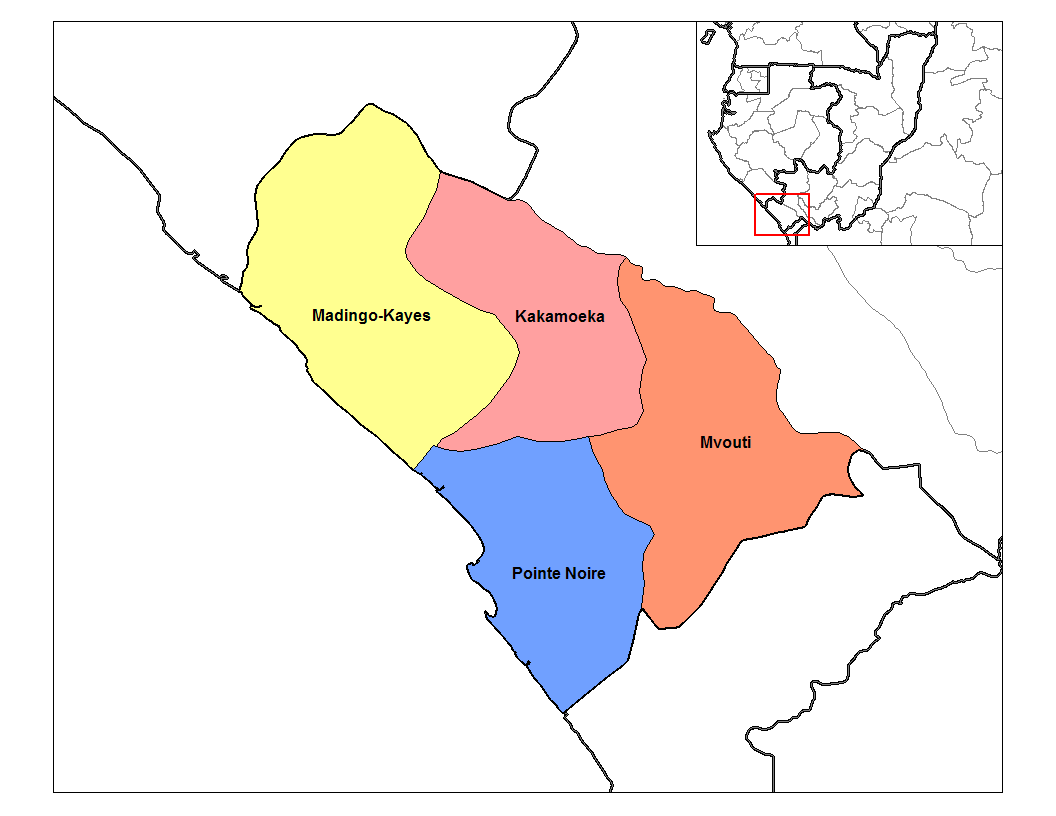
Distretti del dipartimento di Kouilou

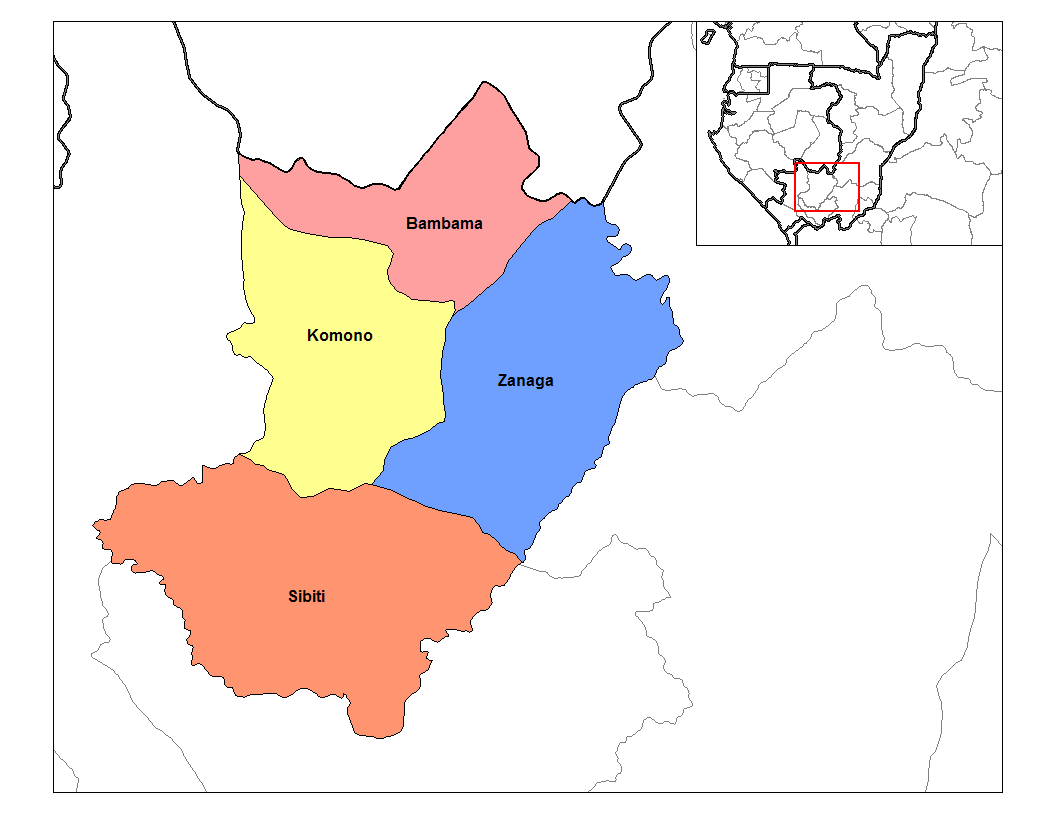
Distretti del dipartimento di Lékoumou

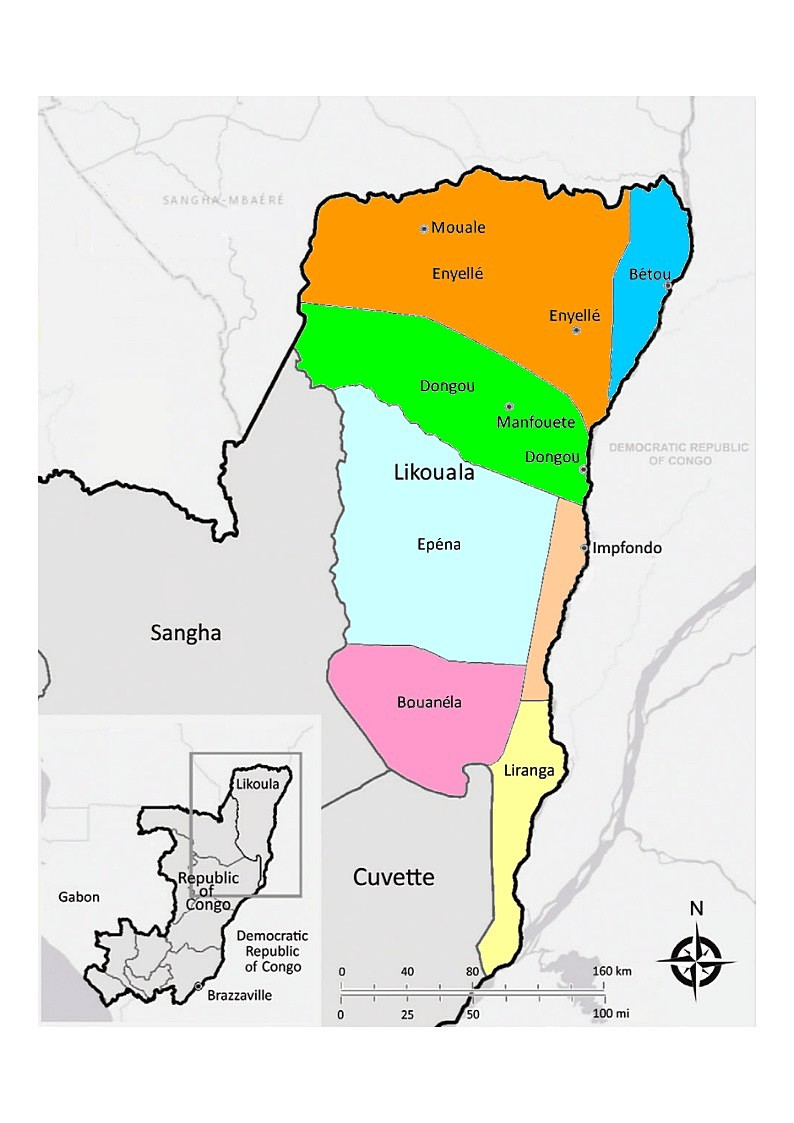
Distretti del dipartimento di Likouala

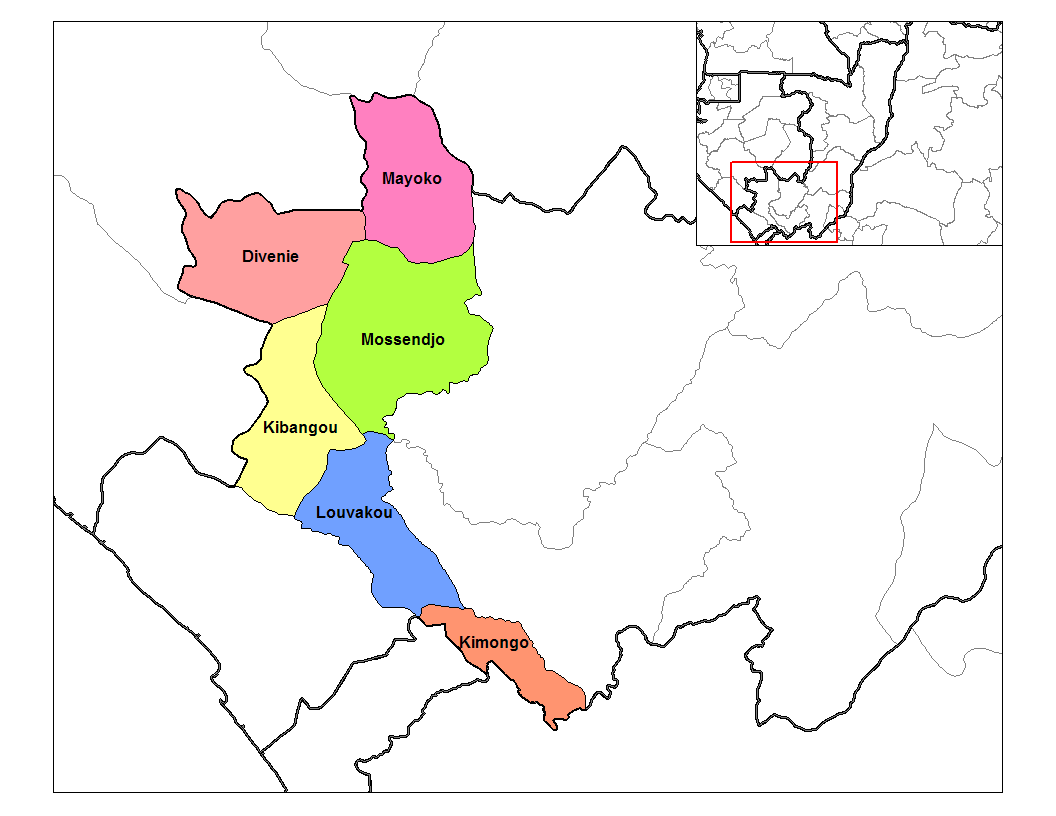
Distretti del dipartimento di Niari

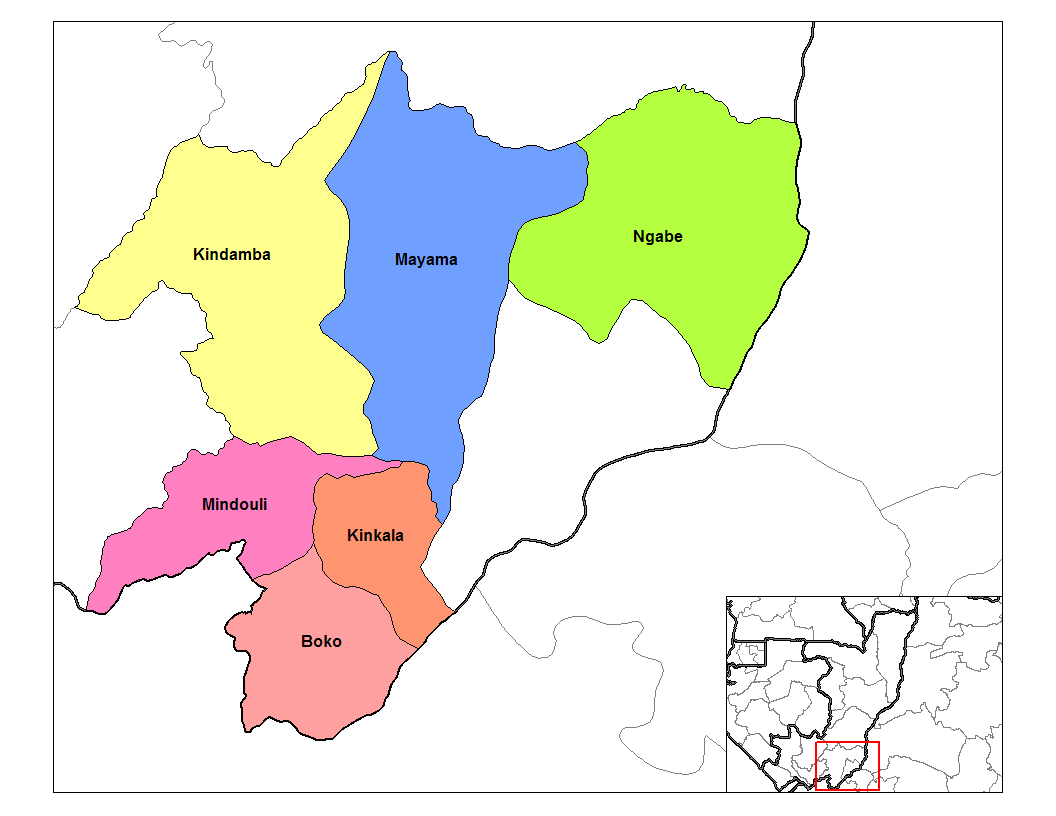
Distretti del dipartimento di Pool

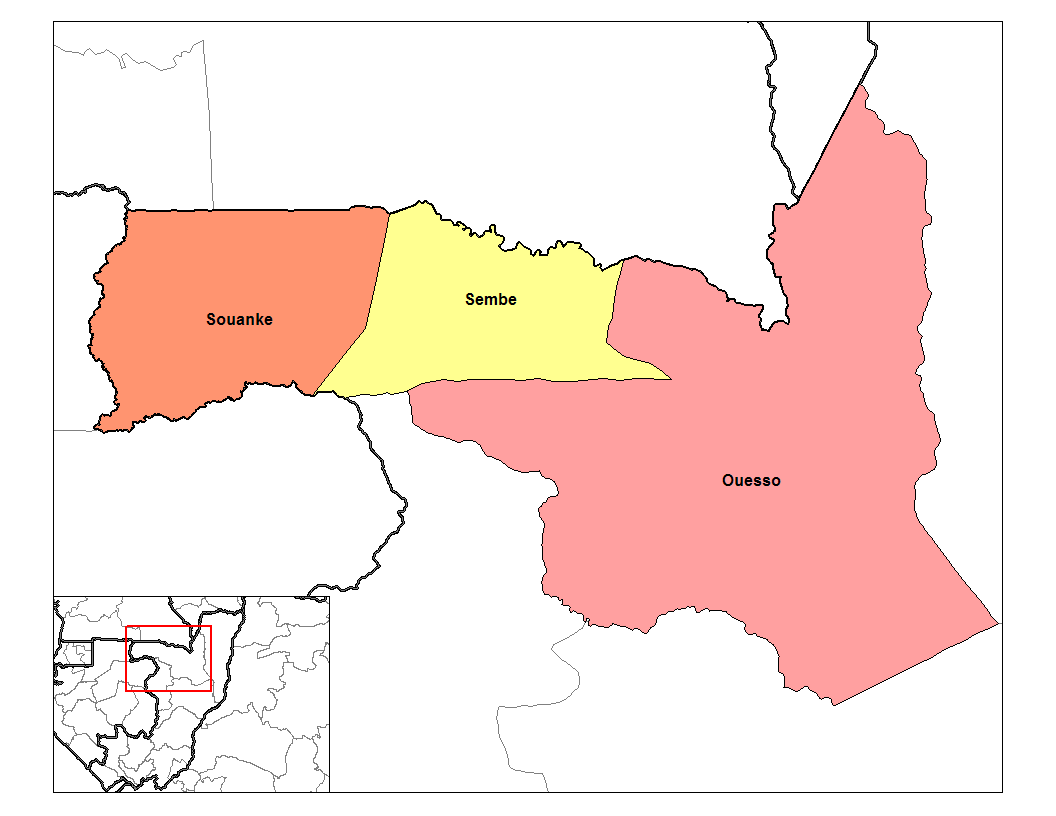
Distretti del dipartimento di Sangha

Dipartimento degli Altopiani
- Abala
- Allembé
- Djambala
- Gamboma
- Lékana
- Makotimpoko
- Mbon
- Mpouya
- Ngo
- Ollombo
- Ongogni

Dipartimento di Bouenza
- Boko-Songho
- Loudima
- Madingou
- Mfouati
- Mouyondzi
- Nkayi
- Kayes
- Kingoué
- Mabombo
- Tsiaki
- Yamba]

Dipartimento di Cuvette
- Boundji
- Loukoléla
- Makoua
- Mossaka
- Oyo
- Owando
- Ngoko
- Ntokou
- Tchikapika

Dipartimento di Cuvette-Ovest
- Etoumbi
- Ewo
- Kellé
- Mbama
- Mbomo
- Okoyo

Dipartimento di Kouilou
- Hinda
- Madingo-Kayes
- Mvouti
- Kakamoeka
- Nzambi
- Tchiamba Nzassi

Dipartimento di Lékoumou
- Sibiti
- Komono
- Zanaga
- Bambama
- Mayéyé

Dipartimento di Likouala
- Impfondo
- Epéna
- Dongou
- Bétou
- Bouanéla
- Enyellé
- Liranga

Dipartimento di Niari
- Louvakou
- Kibangou
- Divénié
- Mayoko
- Kimongo
- Moutamba
- Banda
- Londéla-Kayes
- Makabana
- Mbinda
- Moungoundou-nord
- Moungoundou-sud
- Nyanga
- Yaya

Dipartimento di Pool
- Kinkala
- Boko
- Mindouli
- Kindamba
- Goma Tsé-Tsé
- Mayama
- Ngabé
- Mbanza-Ndounga
- Louingui
- Loumo
- Ignié
- Vindza
- Kimba

Dipartimento di Sangha
- Mokéko
- Sembé
- Souanké
- Pikounda
- N'gbala

## Circondari
Circondari di Brazzaville
- Arrondissement 1 Makélékélé
- Arrondissement 2 Bacongo
- Arrondissement 3 Poto-poto
- Arrondissement 4 Moungali
- Arrondissement 5 Ouenzé
- Arrondissement 6 Talangaï
- Arrondissement 7 M’filou
- Arrondissement 8 Madibou
- Arrondissement 9 Djiri

Circondari di Pointe-Noire
- Arrondissement 1 Lumumba
- Arrondissement 2 Mvoumvou
- Arrondissement 3 Tié-Tié
- Arrondissement 4 Loandjili
- Arrondissement 5 Ngoyo
- Arrondissement 6 Mongo Mpoukou

Circondari di Ouésso
- Arrondissement 1 Djalangoye
- Arrondissement 2 Mbindjo

Circondari di Nkayi
- Arrondissement 1 Mouana ntô
- Arrondissement 2 Soulouka

Circondari di Dolisie
- Arrondissement 1 Foundou Foundou
- Arrondissement 2 Youlou Poungi

Circondari di Mossendjo
- Arrondissement 1 Bouali
- Arrondissement 2 Itsibou